# Sulfidrile

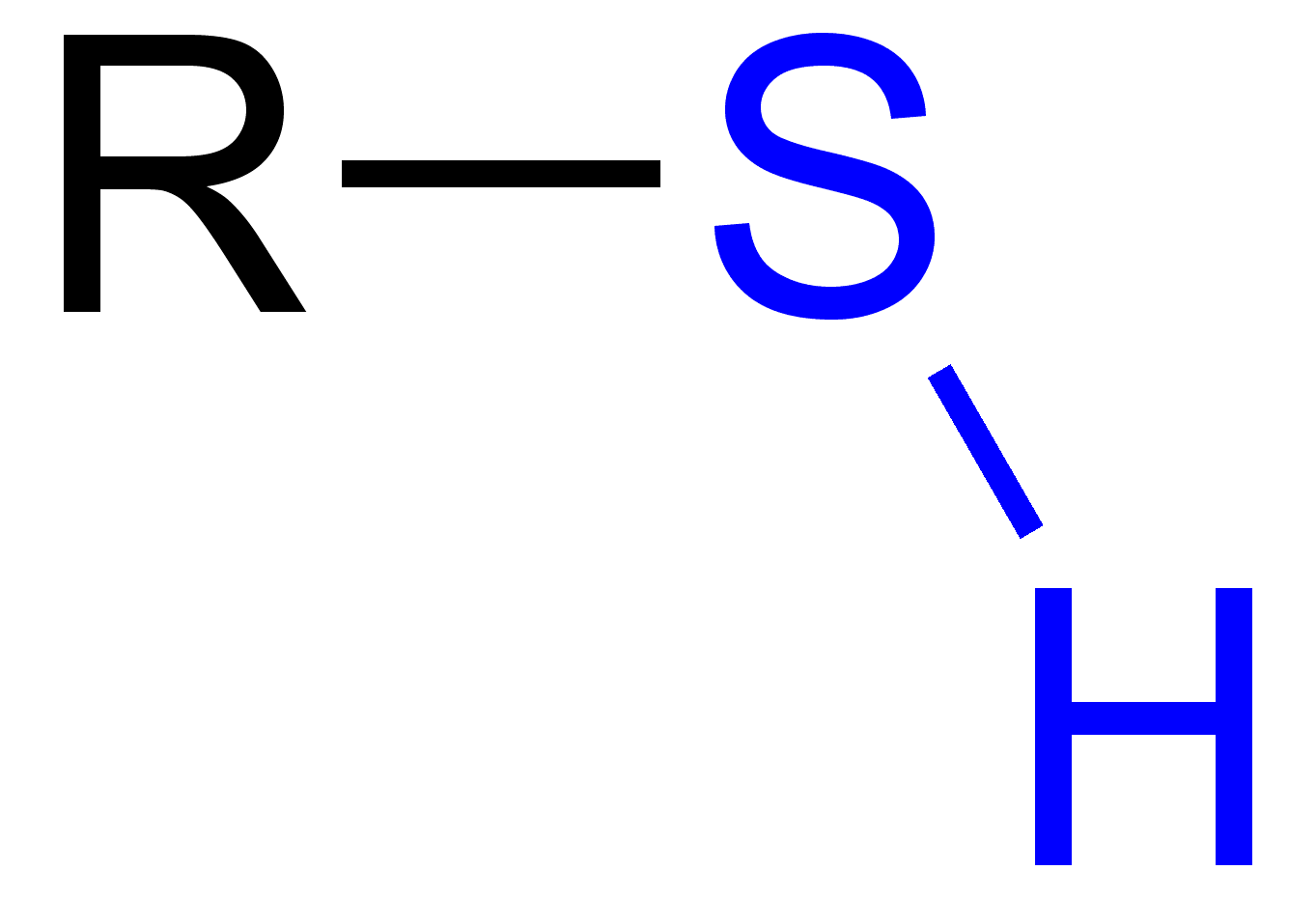
Gruppo sulfidrile

Il solfidrile (sulfidrile è diffuso come termine, ma è solo un calco dell'inglese sulfhydryl) è un gruppo funzionale monovalente di formula −SH, analogo all'ossidrile −OH (isoelettronico di valenza). È detto anche gruppo tiolico, o solfanile (IUPAC). Per lo più in passato è stato, specie come prefisso, come   "mercapto-".
È il gruppo che caratterizza i tioalcoli (detti anche tioli, o mercaptani) R–SH, i tiofenoli Ar–SH, gli acidi tiocarbossilici RCO–SH. È presente negli amminoacidi cisteina e omocisteina, per cui si ritrova in molte proteine che li contengono. 
Il legame S–H è parecchio più debole di quello O–H (366 kJ/mol in MeSH contro 440 kJ/mol in MeOH). Di conseguenza, una reazione tipica del solfidrile nei mercaptani è la facile ossidazione a radicale solfidrile R–S•, che poi dimerizza a dare dialchildisolfuri R–S–S–R, contenenti il gruppo detto ponte disolfuro (−S−S−).
La formazione di ponti disolfuro garantisce la stabilità della struttura proteica, come ad esempio nell'insulina.

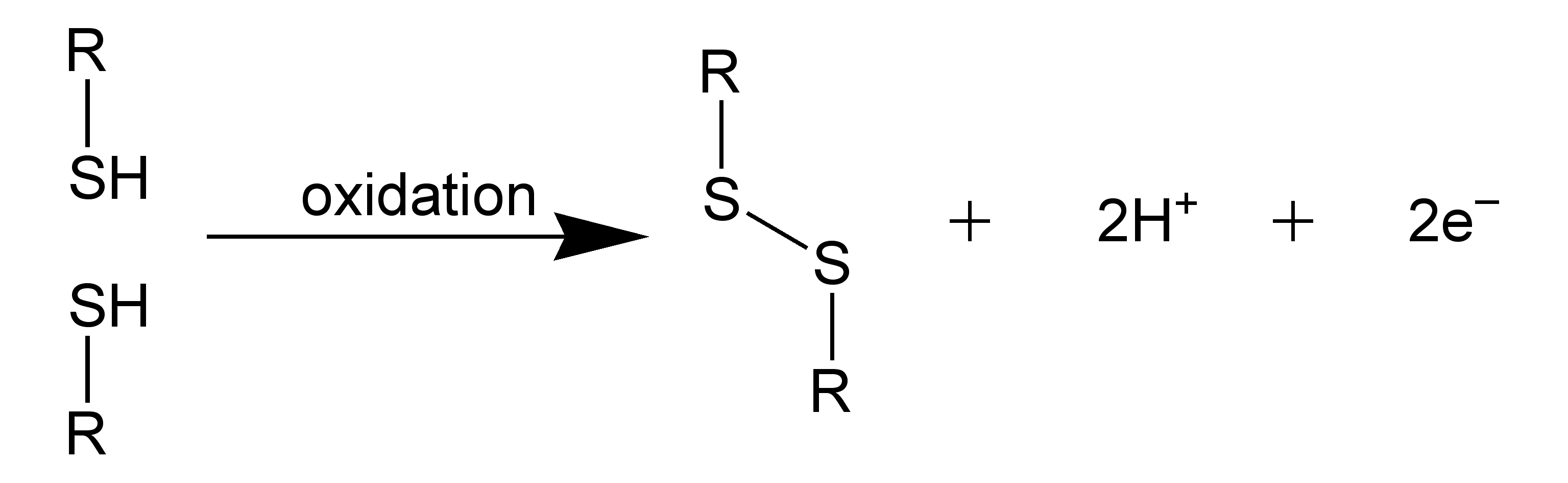
Rappresentazione formale della formazione di un ponte disolfuro per ossidazione di due gruppi tiolici